# Manneken Pis (film)
Manneken Pis is de debuutfilm van Frank Van Passel met een door Christophe Dirickx bedacht scenario en begeleid door de muziek van Noordkaap.

## Verhaal
De film gaat over de wees Harry, een jongeman van 28 jaar die bepakt en bezakt aankomt in Brussel. Daar maakt hij al vluchtig kennis in de tram met de bestuurder ervan: Jeanne. Hij vindt onderkomen in een appartementsblok dat onder de bevoegdheid staat van de licht excentrieke conciërge Denise. Een korte tijd later vindt hij werk als vaatwasser in een restaurant waar hij zijn humoristische collega’s Bert en Désiré ontmoet. Toeval bestaat want Jeanne woont in het appartement dat onder het zijne ligt. Ze leren elkaar beter kennen en Harry wordt verliefd op haar, al heeft hij het moeilijk om die gevoelens te uiten.

## Acteurs
| Acteur            | Personage |
| ----------------- | --------- |
| Antje De Boeck    | Jeanne    |
| Frank Vercruyssen | Harry     |
| Ann Petersen      | Denise    |
| Wim Opbrouck      | Bert      |
| Stany Crets       | Désiré    |

## Soundtrack
De soundtrack werd gecomponeerd door de Belgische band Noordkaap.

## Bekroningen
De film sleepte diverse prijzen in de wacht, onder meer:
Internationaal Filmfestival Cannes, Semaine de la critique 1995
- Prix de la Semaine de la Critique
- Prix de la Jeunesse
- Prix du Rail d'Or
- Prix Guillermo del Torros

Festival des Films du Monde, Montréal 1995
- Prix du meilleur premier long métrage

The 31st Chicago International Film Festival 1995
- Special Jury Prize for Originality: Gold Plaque

Filmfestival Changchun, China 1996 
- Best Foreign Movie

Yubari International Film Festival, Japan 1996
- Special Prize of the Jury

Joseph Plateauprijzen 1994-1995
- prijs voor beste Belgische film van het jaar voor de film Manneke Pis
- prijs voor beste regisseur Frank Van Passel
- prijs voor beste acteur voor Frank Vercruyssen
- prijs voor beste actrice voor Antje De Boeck

Internationaal Filmfestival van Vlaanderen-Gent 1995
- prijs voor beste Belgische film van het jaar voor de film Manneke Pis
- prijs voor beste filmmaker voor Frank Van Passel
- prijs voor beste acteur voor Frank Vercruyssen
- prijs voor beste actrice voor Antje De Boeck